# Brückborn/Kranzbruch
Das Naturschutzgebiet Brückborn/Kranzbruch (NSG-Kennung ACK-053) liegt im Gemeindegebiet von Monschau zwischen Konzen und Simmerath. Es wurde 1998 mit dem Landschaftsplan Monschau ausgewiesen und besteht aus zwei Teilflächen, die zusammen rund 43,9 Hektar groß sind.
Mit Ausnahme der kleinen südöstlichen Teilfläche liegt das Naturschutzgebiet im deutlich größeren FFH-Gebiet DE-5303-302 Kalltal und Nebentäler, wodurch der entsprechende Bereich zum europäischen Schutzgebietsnetz Natura 2000 gehört.
Im Osten schließt übergangslos das Simmerather NSG Kranzbach und Kranzbruchvenn an.

## Gebietsbeschreibung
In dem Naturschutzgebiet entspringt ein namenloser Quellzulauf des Kranzbaches, der weiter nordöstlich in die Kall mündet. Das flache Bachtal ist teilweise mit Fichten aufgeforstet, die aber in den feuchten Bereichen in schlechtem Zustand sind. Bei dem Offenland handelt es sich um teils brachgefallene Feucht- und Nassgrünlandflächen sowie um Flachmoor- und Moorheidebereiche.

## Flora und Fauna
Im Naturschutzgebiet kommen unter anderem Beinbrech, Rosmarinheide, Moosbeere und Lungen-Enzian vor. Am Bestandsrand eines lückigen Fichtenforsts ist ein individuenreiches Orchideenvorkommen zu finden (Geflecktes Knabenkraut). Zu beachten ist auch ein kleines Niedermoor mit etwa 15 m Durchmesser mit Scheiden-Wollgras und Moorlilie. Laut den zuständigen Forstbeamten gibt es auch Sonnentau.
Als besondere Tierarten im Gebiet sind Eisvogel, Braunkehlchen, Biber, Großes Mausohr, Teichfledermaus und Hochmoor-Perlmuttfalter zu nennen.

## Schutzzweck
Der Bereich zählt zum Biotopverbund zwischen Vennhochfläche und Kalltal. Die Ausweisung als Naturschutzgebiet dient vorwiegend der Erhaltung wertvoller Feuchtgebiete als Lebensraum für mehrere, u. a. nach der Roten Liste in NRW gefährdeter Pflanzen- und Tierarten.